# Alcatel Space
A Alcatel Space foi uma empresa líder mundial na construção de satélites durante o período de 1998 a 2005.
Essa empresa nasceu da fusão das atividades na área espacial da Alcatel Espace, que atuava basicamente nas cargas úteis de satélites de comunicação, com as atividades em satélites da Aérospatiale, fornecedora das plataformas Spacebus e Proteus e dos satélites da série METEOSAT, e também das atividades espaciais da Thalès (Thomson-CSF), foi criada a empresa Alcatel Space Industries (ASI) cabendo 51% à Alcatel e 49% à Thalès. Em 2001, a Alcatel Space Industries passou a ser 100% controlada pela Alcatel. 
Em 2005, houve uma fusão com a empresa espacial italiana Alenia passando a se chamar Alcatel Alenia Space e integrando o grande complexo chamado Industrie aéronautique et spatiale à Cannes.